# Heinrich Hax
Heinrich Hax (24 de janeiro de 1900 - 1 de setembro de 1969) foi um oficial alemão que serviu no Deutsches Heer durante a Segunda Guerra Mundial. Foi condecorado com a Cruz de Cavaleiro da Cruz de Ferro com Folhas de Carvalho.

## Condecorações
| Cruz de Honra da Guerra Mundial 1914/1918                          |                        |
| Medalha dos Sudetos                                                |                        |
| Cruz de Ferro (1939) 2ª Classe                                     | 14 de setembro de 1939 |
| Cruz de Ferro (1939) 1ª Classe                                     | 31 de outubro de 1939  |
| Medalha da Frente Oriental                                         |                        |
| Cruz de Cavaleiro da Cruz de Ferro                                 | 8 de março de 1945     |
| Cruz de Cavaleiro da Cruz de Ferro com Folhas de Carvalho nº (855) | 30 de abril de 1945    |